# Lissoclinum japonicum
Lissoclinum japonicum är en sjöpungsart som beskrevs av Takasi Tokioka 1958. Lissoclinum japonicum ingår i släktet Lissoclinum och familjen Didemnidae. Inga underarter finns listade i Catalogue of Life.